# Hans-Jürgen Wilhelm

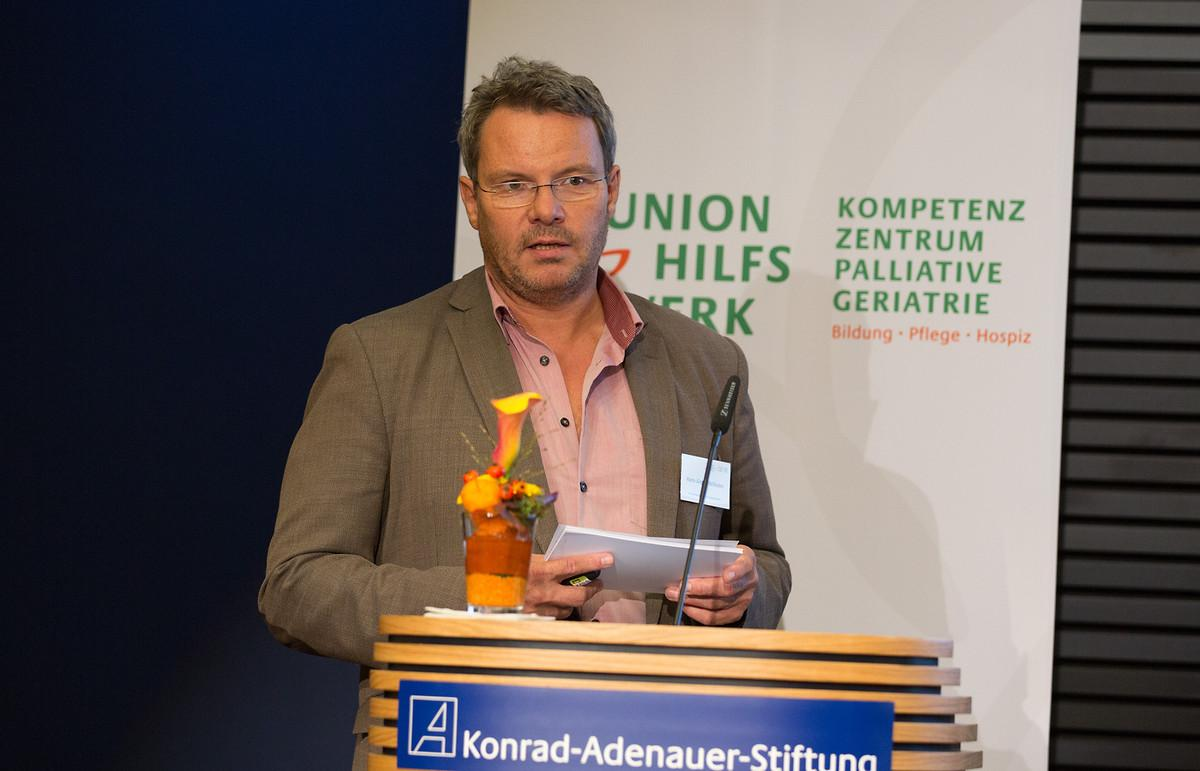
Hans-Jürgen Wilhelm (2017)

Hans-Jürgen Wilhelm (* 7. Juli 1967) ist ein deutscher Autor und Manager im Gesundheits- und Pflegemarkt.

## Leben
Wilhelm wuchs im Saarland auf und studierte Soziologie an der Justus-Liebig-Universität in Gießen und Wirtschaftsrecht an der Universität des Saarlandes in Saarbrücken. Er promovierte zum Thema „Wahrheit, Wirklichkeit und Normalität in der stationären Altenpflege“ an der Universität Dortmund zum Doktor der Philosophie. Er leitete seit 25 Jahren als Einrichtungsleiter, Geschäftsführer und Vorstand verschiedene Unternehmen im Gesundheits- und Pflegemarkt.
Wilhelm war mehrere Jahre im Vorstand der Deutschen Expertengruppe Dementenbetreuung (DED) und der Fachgesellschaft für palliative Geriatrie (FGpG).
Als Soziologe und Philosoph veröffentlichte er  Sachbücher, Artikel und war Interviewpartner in Podcast u. a. zu den Themen: Pflege, Alter, Demenz, Sterben, Tod und Werte. Wilhelm lebt in Schleswig-Holstein und arbeitet in Bremen.

## Veröffentlichungen
- Am Ende des Weges. Tredition Verlag, Ahrensburg 2023, ISBN 978-3-384-01251-7.
- Förderung der Mundgesundheit in der Pflege: Expertenstandard in der Praxis anwenden. Vincentz Verlag, Hannover 2023, ISBN 978-3-7486-0695-6.
- Werte gehen heute anders. Vincentz Verlag, Hannover 2022, ISBN 978-3-7486-0630-7.
- Sterbende begleiten: Bedürfnisse beachten – Haltung entwickeln. Vincentz Verlag, Hannover 2021, ISBN 978-3-7486-0550-8.
- Beziehungsgestaltung in der Pflege von Menschen mit Demenz – Expertenstandard in der Praxis anwenden. Vincentz Verlag, Hannover 2020, ISBN 978-3-7486-0354-2.
- Alterspsychiatrie im Wandel. Hrsg.: Henning Wormstall, Hans-Jürgen Wilhelm. Athena Verlag, Oberhausen 2003, ISBN 978-3-89896-172-1.
- Das Alter verstehen. Athena Verlag, Oberhausen 1999, ISBN 978-3-932740-43-5.
- Gefangene ihrer Wahrheit. Athena Verlag, Oberhausen 1998, ISBN 978-3-89896-731-0.